# Петрівка (Бериславський район)
Петрі́вка — село в Україні, у Нововоронцовській селищній громаді Бериславського району Херсонської області. Населення становить 109 осіб.

## Населення
Згідно з переписом УРСР 1989 року чисельність наявного населення села становила 112 осіб, з яких 45 чоловіків та 67 жінок.
За переписом населення України 2001 року в селі мешкало 109 осіб.

### Мовний склад
Рідна мова населення за даними перепису 2001 року:
| Мова       | Чисельність, осіб | Доля     |
| ---------- | ----------------- | -------- |
| Українська | 106               | 97,25 %  |
| Російська  | 3                 | 2,75 %   |
| Разом      | 109               | 100,00 % |